# Genista clavata
Genista clavata är en ärtväxtart som beskrevs av Jean Louis Marie Poiret. Genista clavata ingår i släktet ginster, och familjen ärtväxter. Inga underarter finns listade i Catalogue of Life.